# Kunětická hora
Kunětická hora este o arie protejată (arie specială de conservare — SAC, sit de importanță comunitară — SCI) din Republica Cehă întinsă pe o suprafață de 26,94 ha, integral pe uscat.

## Localizare
Centrul sitului Kunětická hora este situat la coordonatele 50°04′49″N 15°48′41″E / 50.080278°N 15.811389°E.

## Înființare
Situl Kunětická hora a fost declarat sit de importanță comunitară în aprilie 2005 pentru a proteja 1 specie de animale. Situl a fost protejat și ca arie specială de conservare în august 2014.

## Biodiversitate
Situată în ecoregiunea continentală, aria protejată nu include niciun habitat protejat.
La baza desemnării sitului se află o specie protejată de  nevertebrate: Osmoderma eremita.